# Catalina Flyer
Die Catalina Flyer ist ein Katamaran-Schnellboot (27 Knoten), das zwischen Newport Beach und Santa Catalina Island im US-Bundesstaat Kalifornien verkehrt. Die Verbindung wird seit 1988 von „Catalina Passenger Service“ betrieben.
Das Schiff legt in der Nähe des historischen Balboa-Pavilions ab und fährt einmal täglich Avalon, den Hauptort der Insel, an. Die Überfahrt dauert etwa 75 Minuten.

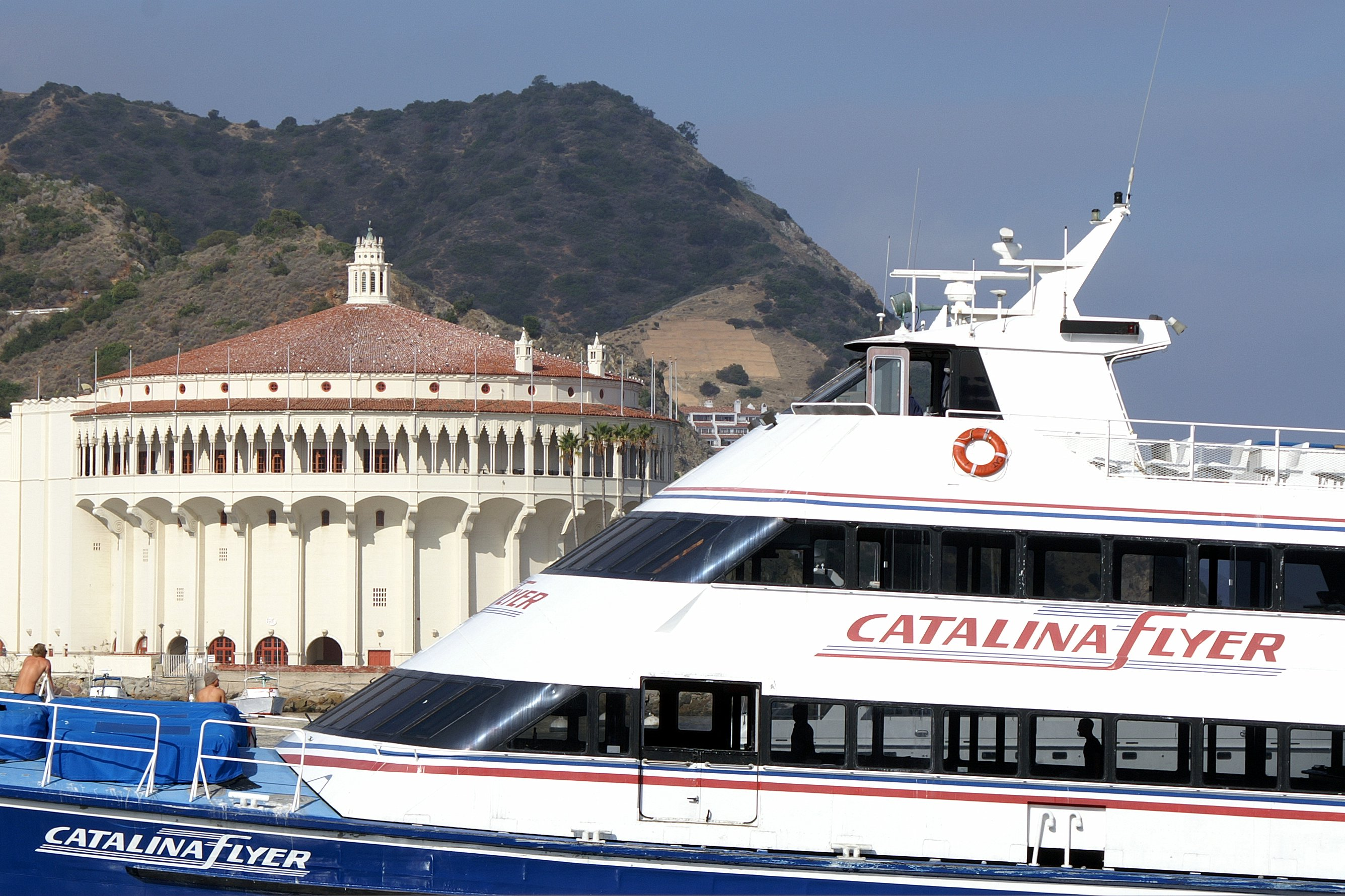
Die Catalina Flyer in Avalon

Die Catalina Flyer ist der größte Katamaran an der Westküste der Vereinigten Staaten, der für den Transport von Passagieren ausgelegt ist. Er besitzt eine Länge von 37 Metern und eine Breite von 18 Metern. Auf dem Schiff finden bis zu 500 Fahrgäste Platz.